# Nykterhetsrörelsen i Sverige
Den svenska nykterhetsrörelsen är en folkrörelse i Sverige som verkar för nykterhet och en restriktiv alkoholpolitik. Rörelsen uppstod under 1800-talet och har haft ett betydande politiskt inflytande. In på 1950-talet var en majoritet av riksdagsledamöterna organiserade nykterister.

## Historia

### Tidig historia
En av de första svenskar som höjde sin röst mot dryckenskapen var Heliga Birgitta. I ett brev till sin son varnade hon för svenskarnas sedvänja att inte gå från bordet "förrän de är som grymtande svin". En av de som mer systematiskt argumenterade för riskerna med alkohol var ärkebiskop Laurentius Petri, som efter tyskt mönster författade en skrift, innehållande "Några vigtiga orsaker, hvarföre alla menniskior sigh vachta skola för dryckenskap".

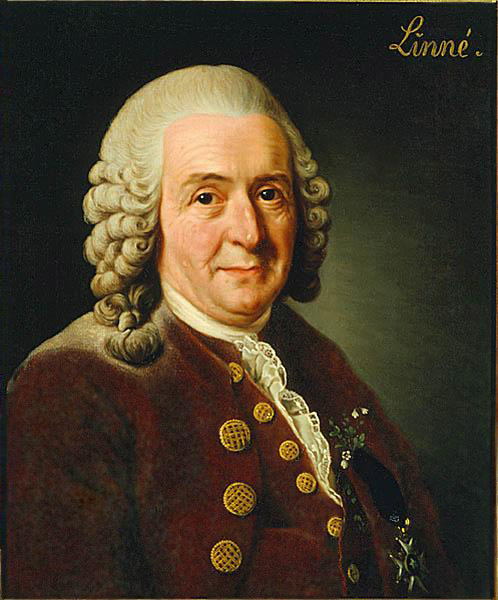
Carl von Linné var en tidig kritiker mot alkoholkonsumtionen i Sverige

Något senare, 1748, gick Carl von Linné till angrepp mot bruket av brännvin i en uppsats i 1748 års almanacka. "Storsupare eller de, som hava för manér att på karlasätt taga kronosupar på fastande måge", menade han skulle hamna "huvudstupa i graven". Men det går, skriver han, inte mycket bättre för sådana som "småtta på glaset" eller "läppja dageligen sitt finkeljokum", om de än kunna motse någon längre respittid. Linné menade att även de kommer att få "darrande lemmar och förnötta sinnen vela stanna, om de ej uppdragas med morgonsupen, förmiddagssupen, appetitssupen, aftonsupen och kvällssupen".
Brännvinsbruket i Sverige hade börjat under slutet av 1500-talet i fältlägren och därifrån hastigt spritt sig tillbaka till Sverige. På Gustav III:s tid hade dryckenskapen fått en sådan utbredning att Preussens kung Fredrik II en gång fällde det yttrandet att svenskarna i århundraden arbetat på sin undergång men märkvärdigt nog inte lyckats.

### Nykterhetsrörelsen organiseras
Den svenska nykterhetsrörelsen, som organiserad motståndsrörelse, växte fram under 1800-talet. Dock hade förutom att frågan debatterats även tidigare också olika förbud prövats. Gustav III införde ett statsmonopol på brännvinstillverkning, i så kallade kronobrännerier, under 1700-talet och tidvis hade Sverige ett totalförbud mot brännvinsframställning under samma sekel. År 1800 modifierades brännvinslagen så att det blev tillåtet för vissa jordbrukare med så kallad husbehovsbränning. 1810 frigavs brännvinsbränneriet helt och konsumtionen nådde 1829 en höjdpunkt (46 liter per år/individ). Under 1800-talet, då motståndet mot alkoholen organiserades, var Sverige ett fattigt land jämfört med 1900- och 2000-talet. Ett viktigt argument som nykterhetsvänner använde var därför att fattigdomen förvärrades av att säd och potatis gick åt till öl- och brännvinsframställning samt av att vissa arbetare fick ut en del av sin lön i brännvin.
Den blivande kung Karl XIV Johan uttalade 1812 sin "bedröfvelse öfver ett bruk och tillverkning af brännvin, som åsidosatte det allmänna intresset och som förr eller senare skulle leda till hungersnöd". Detta föranledde Samfundet Pro Fide et Christianismo att året därpå anordna en tävling där det gällde att i skrift besvara frågan Huru skall det omåttliga begäret för Brännvins nyttjande, särdeles bland Allmogen och den uppväxande ungdomen kunna efter hand om ej alldeles förtagas, dock så mycket möjligt är inskränkas till ett måttligt bruk? Pristagare blev den då endast 26-årige prästen Carl Emanuel Bexell (1786–1873), senare prost i Smålands Rydaholm. Genom sin skrift med denna titel skulle han föregripa alla senare nykterhetstal, där spritens förödande verkningar målades upp. Han yrkade på att brännvinet skulle utrotas i Sverige. Som kyrkoherde i Rydaholm tog han redan 1828 och 1831 initiativet till olika typer av nykterhetsföreningar, de första i landet av renodlad typ och med ett uttalat socialt program. I slutet på 1830-talet (när socknen totalt hade cirka 3 800 invånare) fanns över 2 000 medlemmar i Rydaholms nykterhetsföreningar. Bexells initiativ föregrep mera nationellt inriktade sammanslutningar och de räknas som Sveriges första nykterhetsföreningar.
Påverkad av den engelskfödde industrialisten Samuel Owen  gjorde lantmäteriöverdirektören Carl af Forsell år 1830 ett upprop där han menade att alla svenska kyrkoförsamlingar - inför firandets av tusenårsminnet av Ansgars ankomst till Sverige 830 - borde få en uppmaning att bilda lokala nykterhetsföreningar. På af Forsells initiativ stiftades 1830 en måttlighetsförening i Stockholm under ordförandeskap av pastor primarius Johan Olof Wallin.
Efter hand växte en mängd nykterhetsföreningar upp i landets olika delar. Flera välkända personer slöt sig till den nya rörelsen, bland dem tronföljaren, sedermera kung Oscar I, och kända forskare som kemisten, Jöns Jacob Berzelius och läkaren, professor Magnus Huss. Huss gjorde vetenskapliga undersökningar om alkoholmissbrukets verkan på kroppens organ och presenterade resultat om  alkoholrelaterade skador, även för missbrukares barn och barnbarn.
Under 1840-talet hade nykterhetsrörelsen cirka 100 000 medlemmar i olika lokalföreningar. En seger för rörelsen var när husbehovsbränningen bland allmogen avskaffades och endast en statligt högt beskattad fabriksbränning tilläts. Beslutet fattades i ståndsriksdagen av adeln, prästerna och borgarna, emot böndernas enhälliga protest.[källa behövs]
År 1837 bildades Svenska Nykterhetssällskapet. År 1846 hade föreningen över 95 000 medlemmar. Peter Wieselgren var här en central gestalt. De anglosaxiska absolutistiska nykterhetsföreningarna började komma till Sverige under 1880-talet, däribland godtemplarna. Medan den äldre svenska nykterhetsrörelsen främst förespråkade en måttlig alkoholkonsumtion, var de anglosaxiska organisationerna benhårda i sitt krav på nykterhet.[källa behövs]

#### Husbehovsbränningen avskaffas
På sommaren 1853 började agitationen bära frukt i form av petitioner och folkrörelser, vilka till stor del får tillskrivas även dålig skörd och dyrtid. I trakten av Sölvesborg satte man eld på ett brännvinsbränneri, medan i Karlshamn hundratals arbetare samlade sig och släckte elden under brännvinspannorna i samtliga brännerier samt varnade ägarna för att koka någon mer "helvetessoppa". På hösten inströmmade till kungen och riksdagen ett tusental petitioner från olika landsändar med rop på hjälp mot brännvinsmissbruket. Det gjorde intryck på både kungen och riksdagen, och slutresultatet blev, att 1854 års riksdag beslöt förbjuda all husbehovsbränning. Brännvin fick därefter tillverkas endast i vissa stora brännerier och mot hög skatt. Följderna av 1854 års riksdagsbeslut var påtagliga. I och med det att brännvinet blev dyrare och svårare att komma åt, avtog också superiet betydligt. Redan år 1860 befanns förbrukningen av brännvin per individ ha minskat till en tredjedel mot förut. Antalet brott, som på husbehovsbränningens tid ökat hastigt, minskades lika påtagligt.
Senare forskning (från 1900- och 2000-talet) visar att staten hade tydliga finansiella motiv till att reglera brännvinsproduktionen. Genom att centralisera och monopolisera brännvinet kunde staten ta ut skatt för spritbränning. 1870 utgjorde inkomsterna från brännvinet ca 20 % av statens skatteinkomster. Även städernas ekonomier gynnades, då de mer eller mindre fick ensamrätt till avgifter från försäljning av brännvinet.

### Nya organisationer
Under senare del av 1800-talet riktades fokus från nykterhetsrörelsen alltmer mot ölet, som hade kommit att bidra till alkoholmissbruket i Sverige. Den ökande ölkonsumtionen framkallade på 1880-talet återigen en reaktion från nykterhetsrörelsen. Några nykterhetsföreningar som bildades eller stärktes mot slutet av 1800-talet var Godtemplarorden, Nationalgodtemplarorden, Templarorden, Sveriges blåbandsförening, Sveriges studerande ungdoms helnykterhetsförbund med flera.
Under 1860-talet kom Godtemplarorden till Sverige från USA och blev tidigt populär. Det amerikanska arvet - särskilt i efterdyningarna av amerikanska inbördeskriget - gjorde sig genom att orden splittrades i två falanger gällande synen på svartas inkludering och vissa religiösa frågor (som i hur olika ritualer skulle genomföras). "Hickmaniterna" ville inte se någon jämlikhet mellan vita och svarta, medan "maliniterna" ville se en inkludering av alla människor. Splittringen slutade med att maliniterna grundade en egen organisation: Världsstorlogen. Rörelsen i Sverige påverkades på så vis att nykterhetslogerna i Europa anslöt sig till maliniterna och lämnade den tidigare internationella organisationen för Godtemplarorden/IOGT för att bilda en egen, med samma rättigheter för alla medlemmar. Några år senare, 1887, förenades de två grenarna till en gemensam med en ny internationell nykterhetsorganisation. Året därpå kom ett möte i Malmö att splittra förbundet på nytt, ur vilken en mer konservativ grupp bildade Nationalgodtemplarorden (NTO).
Landets nykterhetsorganisationer organiserade tillsammans omkring sex procent av befolkningen 1910. Nykterhetsrörelsen var en folkrörelse och erbjöd många gånger sina medlemmar breda möjligheter till aktiviteter inom föreningen. Den blev också för många en skola i demokrati, eftersom arbetare här gavs möjlighet att lära sig demokrati som arbetssätt och dessutom fick driva sina egna frågor. Det huvudsakliga arbetet gick dock ut på att helt förbjuda så kallade rusdrycker. De ansågs splittra familjelivet och vara ett hinder för den demokratiska utvecklingen.[källa behövs]

## Utbredning
Rörelsen har historiskt sett haft ett djupt fäste i vissa delar av landet, främst i de delar där väckelserörelsen också verkat. Detta har gjort att till exempel Svenska bibelbältet, i stora delar av Småland, med Rydaholm som historiskt centrum, även kan betraktas som "svenska nykterhetsbältet". Olika organisationer har här verkat men ofta under samlingsnamnet "godtemplarna". Städer som Sävsjö, Vetlanda och Jönköping har under lång tid haft en djupt rotad nykterhetsrörelse och i dessa städer organiseras fortfarande stora delar av befolkningen. 
Nykterhetsrörelsen har även haft ett starkt fäste i norra Norrland, främst tack vare den kristna organisationen laestadianerna som bland annat återfinns i Malmfälten. Storstadsområdena har historiskt sett varit ganska svältfödda på nykterhetsorganisationer och detta har gjort att det inte blivit någon riktig folkrörelse där, likt den i Småland eller Norrland.
I Göteborgsområdet och framförallt i Bohuslän har nykterhetsrörelsen också varit stor.

## Nykterhetsrörelsen och svensk alkoholpolitik

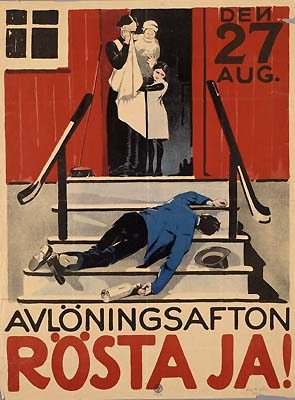
Förbudsförespråkarnas affisch vid svenska alkoholförbudsomröstningen 1922.

Traditionella beräkningar finns om att alkoholkonsumtionen uppgick till mycket stora mängder under de första decennierna efter 1800. En notering som ibland återges för alkoholkonsumtionen i början av 1800-talet är 40 liter brännvin per person och år.  Dessa uppgifter härstammar dock enbart från Svenska Nykterhetssällskapet och får inte anses vara särskilt trovärdiga. Enligt den alkoholhistoriske forskaren Per Frånberg är istället omkring 20 liter absolut alkohol (vattenfri etanol) per person och år en mera realistisk bedömning. Detta är ungefär lika mycket som i dagens medelhavsländer. Frånberg säger dock att alkoholkonsumtionen ändå var så stor att den utan tvekan utgjorde en folkhälsofara. Dock fanns på många ställen i Sverige lokala förbud för bygdens invånare att bruka alkohol [källa behövs]. Enligt en av nykterhetsrörelsens starka män, byråchefen och riksdagsmannen Einar Thulin (1883-1941), låg så mycket som en tredjedel av Sveriges yta under spritförbud. Till detta bör även räknas det så kallade Lappmarksförbudet som gällde fram till 1898.
När de anglosaxiska absolutistiska nykterhetsföreningarna började komma till Sverige under 1880-talet innebar detta dock att en mer betydande nykterhetsrörelse började verka i landet.
Efter första världskriget blev alkoholkonsumtionen en stor debattfråga. År 1922 genomfördes Folkomröstningen om rusdrycksförbud i Sverige eftersom den svenska nykterhetsrörelsen ansåg att Brattsystemet inte fungerade tillfredsställande. Totalt 49 procent röstade för totalförbud för försäljning av alkoholhaltiga drycker. Det blev inget förbud, men nästan halva svenska folket och en majoritet av kvinnorna tog ställning emot alkohol.
Efter folkomröstningen beslutade riksdagen att inte förbjuda vin, sprit och öl. Däremot blev det förbjudet att tillverka och sälja starköl och starkcider i Sverige. Motboken som införts under ransoneringsåren under Första världskriget bestod trots att andra ransoneringar från krigstiden upphört. Vidare infördes andra återhållsamma åtgärder som mattvång på restauranger och barer.[källa behövs]
Nykterhetsrörelsen ändrade strategi och kom i fortsättningen att satsa mera på upplysnings- och informationsarbete. Det dröjde dock många år innan man officiellt strök förbudskravet [källa behövs].

## Nykterhetsorganisationer
| Organisation | Nykterhetslöfte                         | Medlemmar                       | I Sverige sedan                                                     |
| --- | --------------------------------------- | ------------------------------- | ------------------------------------------------------------------- |
| Frälsningsarmén | Ja                                      | 6000                            | 1882 (i Sverige)                                                    |
| Förbundet Mot Droger (FMD) | Ja                                      | 25                              | 1896 (som SSUH)                                                     |
| IOGT | Ja                                      |                                 | 1879-1970                                                           |
| NTO | Ja                                      |                                 | 1922-1970                                                           |
| IOGT-NTO | Ja                                      | 32000                           | 1970 (sammanslagning av IOGT och NTO)                               |
| Junis | För medlemmar över 13 år                | 13000                           | 1970                                                                |
| Järnvägsanställdas Helnykterhetsförbund (JHF) | Järnvägsanställda                       | nedlagd                         | 1901 (nerlagd på 1990-talet)                                        |
| Kriminellas Revansch i Samhället (KRIS) | Ja                                      | 5000                            | 1997                                                                |
| LP-verksamheten/SPIK | Ja                                      | 11200                           | 1959                                                                |
| Länkens Kamratförbund | Nej, men man lever helnyktert           | 5000                            | 1953                                                                |
| Motorförarnas Helnykterhetsförbund (MHF) | För en viss kategori av medlemmar       | 30000, varav 17000 löftesbundna | 1926                                                                |
| Motorförarnas Helnykterhetsförbund-Ungdom (MHF-U) | Ja                                      | 3000                            | 1970                                                                |
| Nykterhetsrörelsens Scoutförbund (NSF) | Ja                                      | 5000                            | 1970 (sammanslagning av IOGT:s scoutförbund och NTO:s scoutförbund) |
| Svenska Frisksportförbundet (SFF) | För 12-18-åringar, för andra frivilligt | 6000                            | 1935                                                                |
| Sveriges Akademikers Nykterhetsförbund (SAN) | Ja                                      |                                 | 1950-2018                                                           |
| Sveriges Blåbandsförbund (SBF) | Ja                                      | 9000                            | 1883                                                                |
| Sveriges Blåbandsungdom (SBU) | Ja                                      | 3100                            | 1907                                                                |
| Sveriges Lärares Nykterhetsförbund (SLN) | Ja                                      |                                 | 1907-2018                                                           |
| Sveriges Polisers Nykterhetsförbund | Ja                                      | 680                             | 1905                                                                |
| Tempel Riddare Orden | Ja                                      |                                 | 1887                                                                |
| Ungdomens Nykterhetsförbund (UNF) | Ja                                      | 7700                            | 1970 (sammanslagning av SGU och Heimdal)                            |
| Vita bandet |                                         |                                 | 1900                                                                |
| Vita nykter |                                         |                                 | 2008                                                                |
| Nyktra Socialister | Ja                                      | ca 100                          | 2011                                                                |
| Drogfri Uppväxt | Ja                                      |                                 | 2018 (sammanslagning av SAN och SLN)                                |
| Data och information om Frälsningsarmén, FMD, IOGT-NTO, Junis, KRIS, LP-verksamheten/SPIK, Länkens Kamratförbund, MHF, MHF-U, NSF, SBF, SFF, SAN, SBU, SLN, SPN, UNF. |                                         |                                 |                                                                     |

## Personer inom nykterhetsrörelsen
- Gabriel Ahnfelt, präst
- Oscar Berg, grosshandlare, riksdagsman
- Henrik Berg, läkare
- Carl Emanuel Bexell, präst
- Ivan Bratt, läkare
- Carl af Ekenstam, bruksdisponent,
- Arvid Henrik Florman, veterinär
- Carl af Forsell, generallantmäteridirektör
- Otto Julius Hagelstam, överste
- Magnus Huss, läkare
- Jonas Janzon, präst
- Pehr Axel Levin, läkare
- Samuel Owen, industriledare
- Waldemar Rudin, präst
- Anders Sandberg, präst
- Johan Lindström Saxon, publicist
- George Scott, metodistpastor
- Bengt Franc-Sparre, generallöjtnant
- Wilhelm Styrlander, polisöveruppsyningsman, IOGT-chef
- Johan Henrik Thomander, biskop
- Ruben Wagnsson, landshövding, IOGT-världschef
- Curt Wallis, professor
- Edvard Wavrinsky, läkare
- Peter Wieselgren, präst
- Sigfrid Wieselgren, generaldirektör
- Wilhelm Wretlind, läkare

## Militanta nykterister
En aktionsgrupp med namnet Straight Edge Terror Force tog på sig ansvaret för ett attentat mot Systembolagets butik vid handelsområdet Strömpilen i Umeå, natten mellan den 15 och 16 september 2006.
Sju stora skyltfönster krossades och butiksentrén förstördes. "SETF" och ”äckelgift” var skrivet på väggarna. I ett pressmeddelande till lokala medier uppgav gruppen att syftet med aktionen var att ”visa på det sjuka i samhällets alkoholsyn”.
Den etablerade nykterhetsrörelsen tog avstånd från aktionen. "Att visa avsky mot alkoholens roll i samhället tror vi man gör bättre genom fredliga manifestationer" sade IOGT-NTO i ett pressmeddelande.
I april 2009 polisanmälde Systembolaget och tillverkaren Carlsberg fyndet av en glasbit i en ölburk som inköpts i en systembutik i Mariestad.

## Kritik
Under 2000-talet har nykterhetsrörelsen i Sverige fått kritik, bland annat från liberalt håll. Den marknadsliberala tankesmedjan Timbro har kritiserat nykterhetsorganisationer dels för att inskränka människors rätt att bestämma över sin egen kropp, dels för en alarmistisk användning av begrepp som "alkoholnormen" och en onyanserad bild av alkoholkonsumtionen i Sverige. Nykterhetsrörelsen anklagas för att vilja införa en nykterhetsnorm, något som enligt Timbro är motsatsen till ett samhälle där varje individ får bestämma själv över sitt drickande.